# Johann Kleinberger von Kleinberg
Johann Franz svobodný pán Kleinberger von Kleinberg (27. prosince 1791 Kouty – 22. dubna 1868 Vídeň) byl rakouský generál. Jako nižší důstojník se vyznamenal v závěru napoleonských válek, poté řadu let sloužil u různých jednotek v Čechách. Znovu vynikl během revoluce 1848–1849. V letech 1850–1856 byl zástupcem zemského velitele v Čechách a v roce 1852 dosáhl hodnosti polního podmaršála. V závěru kariéry byl velitelem pevnosti v Hradci Králové (1856–1859). Při odchodu do výslužby byl povýšen na barona (1859).

## Životopis
Byl synem c. k. rytmistra Ignaze Kleinbergera (†1800). Do armády vstoupil během války v roce 1809 jako praporčík k pěšímu pluku č. 54 a bojoval v bitvě u Aspern. Po válce sloužil u 18. pěšího pluku v Jičíně a v roce 1812 byl zařazen do pomocného sboru generála Schwarzenberga během Napoleonova tažení do Ruska. V závěru napoleonských válek se vyznamenal v bitvách u Drážďan a u Lipska, kde pod ním padl kůň. V roce 1813 byl povýšen na nadporučíka, zúčastnil se závěrečných bojů proti Napoleonovi ve Francii a po skončení válek se vrátil k 18. pluku do Jičína, později byl přeložen k 11. pěšímu pluku do Prahy. U této jednotky pak strávil téměř třicet let a postupoval v hodnostech (kapitán 1822, major 1834, podplukovník 1840), jako zástupce velitele sloužil u proslulého 35. pěšího pluku v Plzni. V roce 1845 byl povýšen na plukovníka a stal se velitelem 56. pěšího pluku v Olomouci.
Na jaře 1848 byl se svým plukem povolán na italské vojiště, kde již v červenci obdržel samostatné velení brigády. Vyznamenal se v několika bitvách a v roce 1849 byl povýšen na generálmajora. Po potlačení revoluce v letech 1848–1849 se vrátil do Prahy, kde byl jako zástupce přidělen vrchnímu veliteli v Čechách arcivévodu Albrechtovi. Po jeho Albrechtově odchodu do Uher byl zástupcem Eduarda Clam-Gallase. V roce 1852 byl povýšen do hodnosti polního podmaršála a jako zástupce vrchního velitele v Čechách setrval v Praze do roku 1856. Nakonec byl v letech 1856–1859 velitelem pevnosti v Hradci Králové. K datu 30. srpna 1859 byl penzionován, poté žil v Praze a nakonec ve Vídni, kde také zemřel. 
V roce 1840 byl povýšen do šlechtického stavu s predikátem Edler von Kleinberg. Po odchodu do výslužby obdržel titul svobodného pána (1859).
V roce 1827 se oženil s Josefínou Fischerovou z Ehrenbornu (1803–1874), dcerou vojenského komisaře Václava Fischera z Ehrenbornu. Měli spolu jediného syna Rudolfa (1831–1894), který také sloužil v armádě.